# 豪伊杜多羅格主教座堂

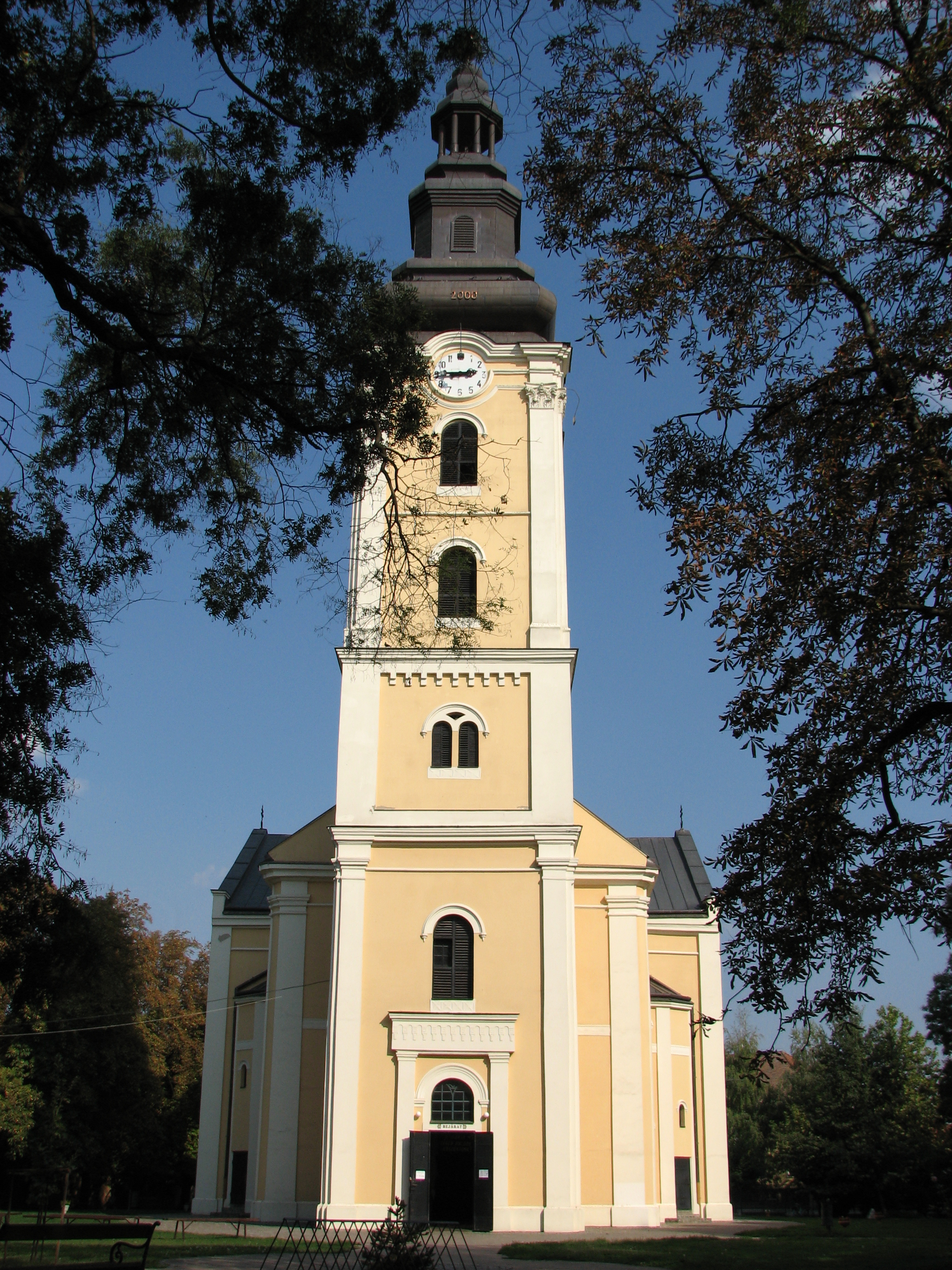

豪伊杜多羅格主教座堂（匈牙利語：Hajdúdorogi Istenszülő Bevezetése a Templomba Székesegyház）是位於匈牙利豪伊杜多羅格的一座教堂，也是匈牙利希臘禮天主教豪伊杜多羅格教區的主教座堂。教堂的歷史可以追溯至1312年。但現在的教堂建築大部分修建於17世紀，並且教堂還經歷過多次擴建和翻修。最近一次翻修是在2006年。